# Брейв (Пенсільванія)
Брейв (англ. Brave) — переписна місцевість (CDP) в США, в окрузі Грін штату Пенсільванія. Населення — 142 особи (2020).

## Географія
Брейв розташований за координатами 39°43′51″ пн. ш. 80°15′37″ зх. д. / 39.73083° пн. ш. 80.26028° зх. д. (39.730793, -80.260169).  За даними Бюро перепису населення США в 2010 році переписна місцевість мала площу 2,30 км², з яких 2,30 км² — суходіл та 0,00 км² — водойми.

## Демографія
Згідно з переписом 2010 року, у переписній місцевості мешкала 201 особа в 74 домогосподарствах у складі 58 родин. Густота населення становила 87 осіб/км².  Було 80 помешкань (35/км²).
Расовий склад населення:
| - 98,5 % — білих - 1,0 % — корінних американців |

До двох чи більше рас належало 0,5 %. Частка іспаномовних становила 0,0 % від усіх жителів.
За віковим діапазоном населення розподілялося таким чином: 28,9 % — особи молодші 18 років, 56,2 % — особи у віці 18—64 років, 14,9 % — особи у віці 65 років та старші. Медіана віку мешканця становила 35,9 року. На 100 осіб жіночої статі у переписній місцевості припадало 91,4 чоловіків;  на 100 жінок у віці від 18 років та старших — 93,2 чоловіків також старших 18 років.
Середній дохід на одне домашнє господарство  становив 56 582 долари США (медіана — 45 893), а середній дохід на одну сім'ю — 56 000 доларів (медіана — 45 357). За межею бідності перебувало 8,5 % осіб, у тому числі 13,6 % дітей у віці до 18 років та 0,0 % осіб у віці 65 років та старших.
Цивільне працевлаштоване населення становило 54 особи. Основні галузі зайнятості: сільське господарство, лісництво, риболовля — 35,2 %, виробництво — 20,4 %, освіта, охорона здоров'я та соціальна допомога — 20,4 %.